# 中國銀行（澳門）
中國銀行（澳門）股份有限公司（簡稱中銀澳門），中国银行股份有限公司的全資附屬機構，是於2022年1月31日根據第32/2021號行政命令在澳門本地注冊成立的商業銀行，並於2022年11月20日對外營業。中國銀行（澳門）在初期接管了中国银行澳门分行與個人客戶之間的銀行業務及所涉的財產和負債，而部分企業銀行業務仍由中國銀行澳門分行負責提供。
截至2023年12月31日，中銀澳門總資產達到2,225億澳門元，2023年年度溢利超過15億澳門元。

## 歷史
2019年6月28日，中國銀行董事會會議審議並全票通過出資130億澳門元，在澳門投資設立全資子公司中國銀行（澳門）股份有限公司。
2021年8月12日，時任行政長官賀一誠簽署第32/2021號行政命令，許可在澳門設立中國銀行（澳門）股份有限公司並從事銀行業務，同時原屬中國銀行澳門分行與個人、在澳門設立的企業、澳門政府和公共實體的銀行業務所涉及的財產轉移至該銀行。
2022年1月31日，中國銀行（澳門）股份有限公司正式在澳門注冊成立。同年11月21日，中國銀行（澳門）開始對外營業。在開業前中国银行中國銀行澳門分行的手機銀行、二維碼支付、中銀e網、銀行卡取款及信用卡刷卡等在不同时段分别暫停服務以進行各方面升級和調整。

## 總部
中銀澳門總部現設於蘇亞利斯博士大馬路中國銀行大廈；為利宵中學舊址的一部份。1986年，利宵中學遷出後，在該地段的最東南端興建這座大廈，並由香港巴馬丹拿建築結構工程設計公司負責設計。大廈於1992年5月落成，樓高163米、共38層，至澳門觀光塔落成前是為澳門最高建築物。大廈外牆以紅色花崗石和銀色玻璃幕牆鋪設，外形如同火箭。

## 分行
截至2024年1月，該行在澳門擁有34間分行，這些分行均與中國銀行澳門分行的支行共用；當中25間位於澳門半島，3間位於氹仔，3間位於路氹城，1間位於路環，1間位於澳門科技大學，1間位於澳門大學薈萃坊。另一方面，該銀行在皇朝設有一個財富管理中心和一個全自動保管箱中心。